# Hilde Gjermundshaug Pedersen
Pour les articles homonymes, voir Pedersen.
Hilde Gjermundshaug Pedersen (née le 8 novembre 1964 à Hamar) est une skieuse de fond norvégienne active de 1984 à 2011. Elle est double médaillée olympique, en argent en 2002 lors du relais et en bronze en 2006 au 10 kilomètres classique. Elle a remporté une seule victoire en Coupe du monde en janvier 2006 à Otepää, devenant la fondeuse la plus âgée à réaliser cette performance. Elle est également six fois médaillée aux Championnats du monde dont deux fois en or en 2005 en relais.

## Palmarès

### Jeux olympiques
| Épreuve / Édition      | Sprint | Sprint                           | 10 km                            | 10 km     | 15 km                            | Poursuite (2 × 5 km) / Skiathlon(2 × 7,5 km) | 30 km | Relais                           | Relais   |
| Épreuve / Édition      | libre  | classique                        | libre                            | classique | 15 km                            | Poursuite (2 × 5 km) / Skiathlon(2 × 7,5 km) | 30 km | Sprint                           | 4 × 5 km |
| JO 2002 Salt Lake City | 19e    | Épreuve inexistante à cette date | Épreuve inexistante à cette date | 6e        | 14e                              | 14e                                          | -     | Épreuve inexistante à cette date | Argent   |
| JO 2006 Turin          | 28e    | Épreuve inexistante à cette date | Épreuve inexistante à cette date | Bronze    | Épreuve inexistante à cette date | 10e                                          | -     | —                                | 5e       |

### Championnats du monde
- Mondiaux 2001 à Lahti  :
  -  Médaille d'argent en relais 4 × 5 km.
- Mondiaux 2003 à Val di Fiemme  :
  -  Médaille d'argent en relais 4 × 5 km.
  -  Médaille de bronze sur 10 km.
  -  Médaille de bronze en sprint.
- Mondiaux 2005 à Oberstdorf  :
  -  Médaille d'or en relais 4 × 5 km.
  -  Médaille d'or en sprint par équipes.

### Coupe du monde
- Meilleur classement final: 4e en 2004.
- 12 podiums individuels dont 1 victoire.
- 22 podiums en relais dont 16 victoires.

#### Victoire
- Coupe du monde 2006
  - 1 victoire à  Otepää lors d'un 10 kilomètres classique

### Autres
Elle a gagné deux fois la Birkebeinerrennet en 2006 et 2008 et une fois la Marcialonga en 2007, des courses de longue distance.

## Distinctions
En 2002, elle reçoit le prix honorifique Egebergs Ærespris.